# Heinrich Honegger (Jurist, 1832)
Heinrich Honegger (* 21. Januar 1832 in Hinwil oder Knonau; † 17. Oktober 1889 in Zürich), heimatberechtigt in Hinwil und seit 1881 Zürich, war ein Schweizer Jurist und Politiker.

## Leben

### Familie
Heinrich Honegger war der Sohn des Lehrers Johannes Honegger, der seit 1830 in Knonau und seit 1837 in Stäfa unterrichtete.
Er war seit 1861 mit Henrika (geb. Thomann) (1835–1910) aus Zollikon verheiratet. Gemeinsam hatten sie zwei Töchter und drei Söhne, zu diesen gehörte auch der Jurist Heinrich Honegger (* 6. Februar 1862 in Zollikon; † 6. Juli 1940 Lausanne).
Heinrich Honegger wurde auf dem Zentralfriedhof (siehe Friedhof Sihlfeld) in Zürich beigesetzt.

### Werdegang
Nach einem Besuch der Schulen in Stäfa und Zürich, immatrikulierte sich Heinrich Honegger im Sommersemester 1851 zu einem Theologiestudium an der Universität Zürich, das er jedoch bereits im darauffolgenden mit einem Studium der Rechtswissenschaften tauschte und später an der Universität Berlin fortsetzte. 1855 promovierte er summa cum laude mit seiner auf Latein verfassten Dissertation De specificatione zum Dr. jur. an der Universität Zürich. Nach dem Studium  setzte er seine Ausbildung für ein Jahr in London und Paris fort.
1856 wurde er Kantonsprokurator und 1858 Substitut des Staatsanwalts, bevor er von 1861 bis 1868 selbst als Staatsanwalt tätig wurde.
Von 1868 bis zu seinem Rücktritt 1876 war er als Obergerichtspräsident der Zivilabteilung in Zürich und war in dieser Zeit von 1872 bis 1874 Bundesrichter und später dortiger Ersatzmann.
Ab 1876 liess er sich, gemeinsam mit seinem Schwager, in einem gemeinsamen Büro als Fürsprecher in Zürich nieder.
Heinrich Honegger arbeitete am eidgenössischen Strafgesetzbuch mit, sowie am Gesetz betreffend der zürcherischen Rechtspflege.

### Politisches und gesellschaftliches Wirken
Heinrich Honegger gehörte dem fortschrittlichen Flügel der liberalen Partei an.
Von 1862 bis 1869 war er liberaler Zürcher Grossrat und darauf bis 1875 Zürcher Kantonsrat; in dieser Zeit, als die Cholera wütete, war er von 1867 bis 1868 als Regierungsrat im Vorstand des Sanitätsdepartements für das Medizinalwesen zuständig.
Er wurde am 12. Januar 1863 zum Nationalrat gewählt und beendete sein Amt am 5. Dezember 1869.

## Mitgliedschaften
Heinrich Honegger war Mitglied des Sängervereins Harmonie, der im Jahr 1841 gegründet worden war; er hatte das Amt des Präsidenten von 1863 bis 1864 inne und ihm folgte Johann Kaspar Hug. Zusätzlich war er Mitglied des Männerchors Zürich, welcher von Hans Georg Nägeli ins Leben gerufen worden war. In beiden Vereinen genoss er den Status eines Ehrenmitglieds.

## Schriften (Auswahl)
- De specificatione. Zürich, 1855.
- Die Entstehung von Grunddienstbarkeiten ohne Eintrag in das Grundbuch nach Zürcherischem Recht. In: Zeitschrift für schweizerisches Recht, Band 11. 1892. S. 1–58 (Digitalisat).